# Graphite
Graphite は、Unicode準拠のスマートフォント描画システム。国際SILが開発した。Graphiteは基本的にTrueTypeフォント形式だが、テーブルを3つ追加している。もともとはWindowsに実装されたものだが、LinuxやmacOSにも移植されている（macOSではAqua環境に統合されているわけではない）。
GraphiteのSourceForge.net開発ページによれば、GraphiteはGNU劣等一般公衆利用許諾契約書 (LGPL) およびCommon Public Licenseに従って配布されるため、自由ソフトウェアとなっている。

## 対応しているフォント
- Charis SIL
- Doulos SIL